# 4539 Міяґіно
4539 Міяґіно (4539 Miyagino) — астероїд головного поясу, відкритий 8 листопада 1988 року.
Тіссеранів параметр щодо Юпітера — 3,370.